# Furcht. Das Gespräch der Tänzerinnen

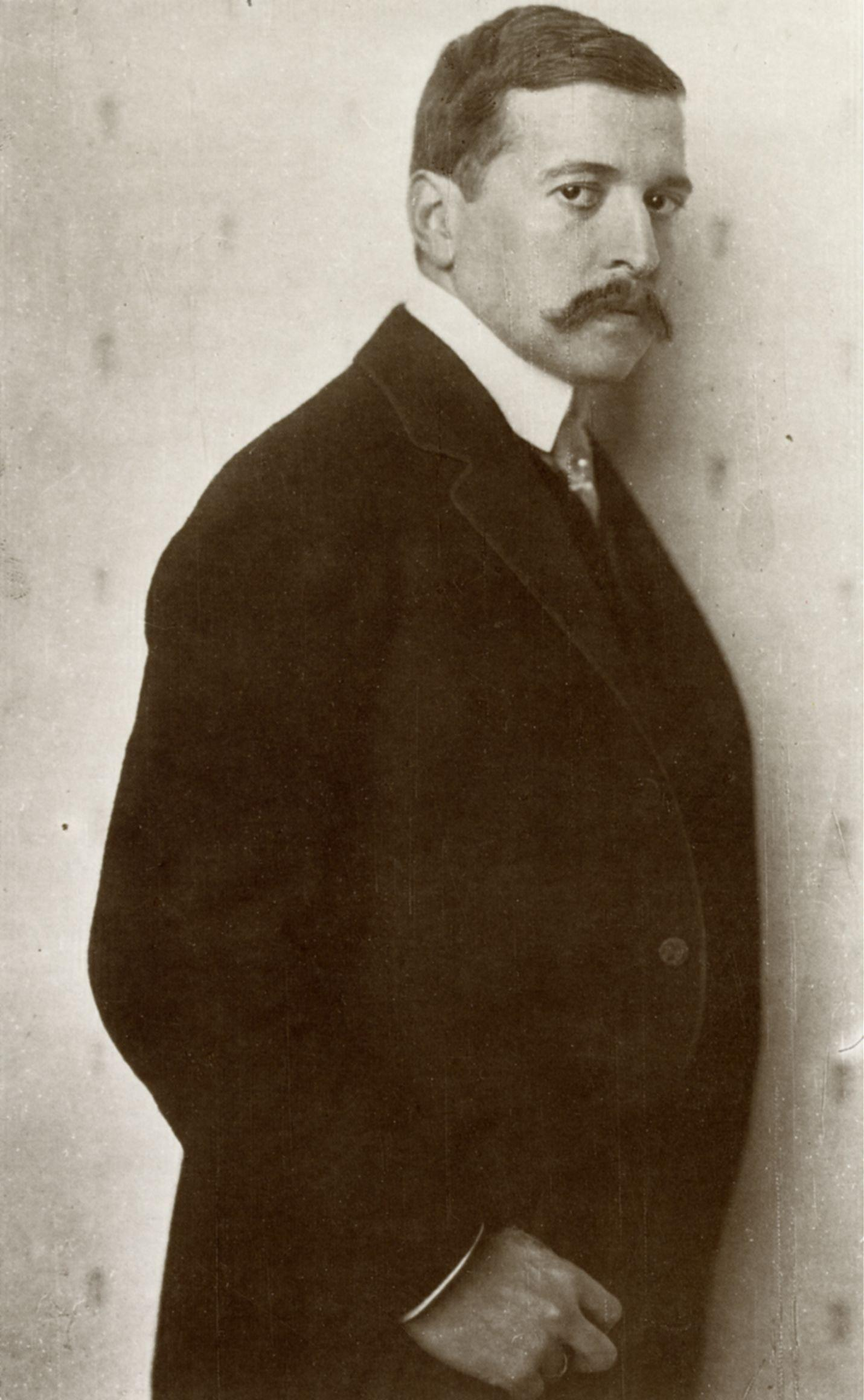
Hugo von Hofmannsthal 1910 auf einer Fotografie von Nicola Perscheid.

Furcht. Das Gespräch der Tänzerinnen (auch Furcht. Ein Dialog) ist der Titel eines 1907 in der Neuen Rundschau veröffentlichten Dialogs des österreichischen Dichters Hugo von Hofmannsthal. Die erste Buchausgabe erfolgte 1911 in Grete Wiesenthals Szenen von Hugo von Hofmannsthal.
Zwei Hetären unterhalten sich über den Tanz und seine Bedeutung für ihr Leben. Dabei treffen unterschiedliche Bewertungen und Selbstbilder in einer Weise aufeinander, die über das Persönliche hinausgeht und gesellschaftliche Fragen berührt. Während Laidion von einem gänzlich selbstvergessenen Tanz als höchstem Ausdruck der Angstlosigkeit und des Schöpferischen träumt, ist Hymnis zufrieden mit dessen klassischer, zeitgemäßer Form und vermag die Träume ihrer Gesprächspartnerin nicht zu verstehen.
In dem Dialog, dessen Atmosphäre auf Lukians Hetärengespräche zurückgeht, verarbeitete Hofmannsthal auch Motive aus Kleists Essay Über das Marionettentheater.

## Inhalt

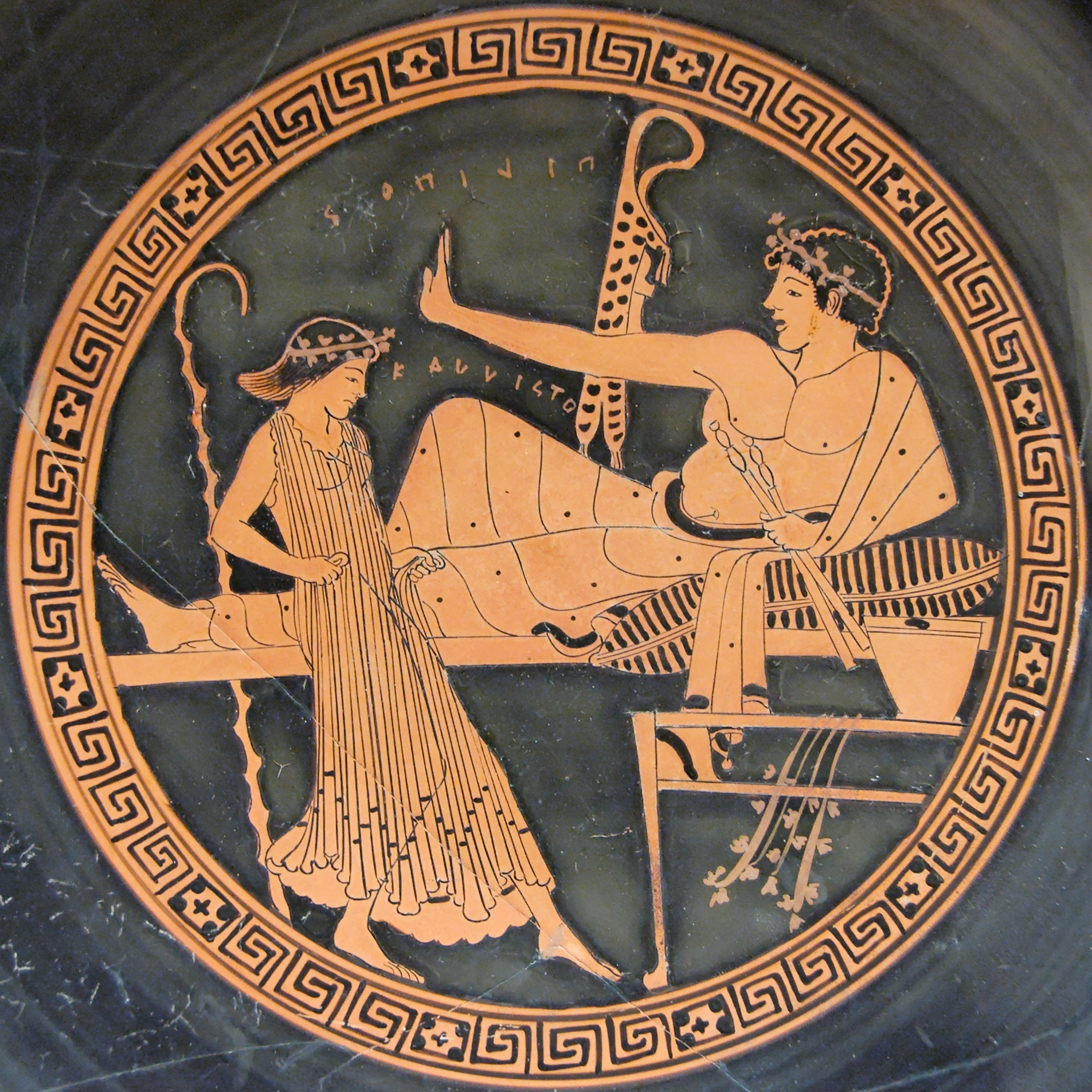
Eine Hetäre tanzt für einen Symposianten; Innenbild einer Rotfigurigen Trinkschale des Brygos-Malers, um 480 v. Chr.

Ein Matrose und Freier hat Laidion soeben von einer fernen Insel mit seltsamen Tanzritualen erzählt, als Hymnis ihr Gemach betritt. Laidion bittet den Seemann, zu bleiben und mit seiner Darstellung fortzufahren, doch unwillig verlässt er die beiden und kehrt zurück auf sein Schiff.
Hymnis berichtet ihr vom Auftritt zweier Tänzerinnen. Zwar hätten sie sich schön bewegt; ihre Pantomimen seien indes von Dichtern erfunden, die den Menschen nichts Neues mitteilen und Sand in die Augen streuen würden. In ihrer Schilderung kommen einige klassische Motive griechischer Darstellung zum Vorschein, so die Verwandlung einer Nymphe in einen Baum oder die Versteinerung beim Anblick der Medusa. Für Laidion, noch ganz versunken in der Erzählung des Seemannes, ist die Welt des Tanzes schal und nichtswürdig. Sie erzählt, wie sie für viele Männer getanzt und sich von ihnen und dem Lärm bedrängt gefühlt habe. Sie wünscht sich in die Ferne, um ihrer Welt zu entfliehen: „...Wie gierige Vogelschnäbel hackt alles mir ins Gesicht und ich möchte lieber sterben als mit ihnen liegen und trinken und ihr Geschrei anhören. Da wünsch ich mich so weit weg, als ein Vogel fliegen kann.“
Hymnis, fest verwurzelt in dieser Welt, kann Laidions Begeisterung für das ferne Land nicht verstehen: „Was hast du von den fremden Ländern? Man möchte doch nicht hin. Was tut man unter den farbigen Barbaren?“
Ladion bezweifelt, dass Hymnis beim Tanzen glücklich ist, da sie sich nicht vergessen und ihre Furcht loswerden könne. Hymnis widerspricht. Ihr Tanz und die begeisterten Reaktionen der Zuschauer, die ihr die Kränze hinwerfen, freue sie. Wenn sie tanze, habe sie keine Furcht. Für Laidion hingegen sind Hymnis’ Wünsche Ausdruck von Furcht. Während sie mit ihrem Tanz erfolglos versuche, vor sich selbst zu fliehen, verlören jene fernen, glücklichen Inselbewohner ihre Furcht und hätten keine Scham, wenn sie „im Freien unter den heiligen Bäumen“ tanzen. In dieser ersehnten Welt mit ihren hohen, von Göttern bewohnten Bäumen, deren blauschwarzer Schatten wie etwas Lebendiges ist, das man wie eine Frucht berühren kann, vollziehen die Menschen einmal im Jahr einem wilden Fruchtbarkeitstanz und geben sich am Ende, von den Göttern gesegnet, den Jünglingen hin.
Als junges Mädchen habe sie sich, voller Angst und Schuldgefühle, häufig aus sich selbst herausgesehnt. „[...] was wäre es [...], das uns tanzen macht, wenn nicht die Furcht? Die hält oben die Fäden, die mitten in unserm Leibe befestigt sind, und reißt uns hierhin und dorthin und macht unsre Glieder fliegen.“ Auch Hoffnung sei eine Maske dieser besonderen Form der Angst, die ein Glücklicher nicht habe. Die Hoffnung lasse einen „ausgehöhlt daliegen und laugt einem die Seele aus dem Leibe.“
Erneut malt sie als Gegenbild das Leben der tanzenden Mädchen und lässt sich in eine ekstatische Vision fallen, bei der sie selbst, zunächst langsam, dann immer wilder, zu tanzen beginnt und dabei in der erträumten Gemeinschaft der anderen aufgeht und alle „zugleich unter den Augen der Götter“ tanzen, während sich von den Bäumen die Schatten lösen und in das Gewühl der Tanzenden sinken. Am Ende gleitet sie zurück auf ihr Bett, und ihre Augen sind angefüllt mit einer kaum erträglichen Spannung inneren Glücks. In der Wirklichkeit angekommen, von Hymnis mit einer roten Decke geschützt, klagt sie über den glühenden Schmerz, von dieser Insel zu wissen, sie aber nicht zu haben, eine Insel, auf der die Menschen ohne den Stachel der Hoffnung glücklich sind.

## Entstehung und Hintergrund

### Hetärengespräche

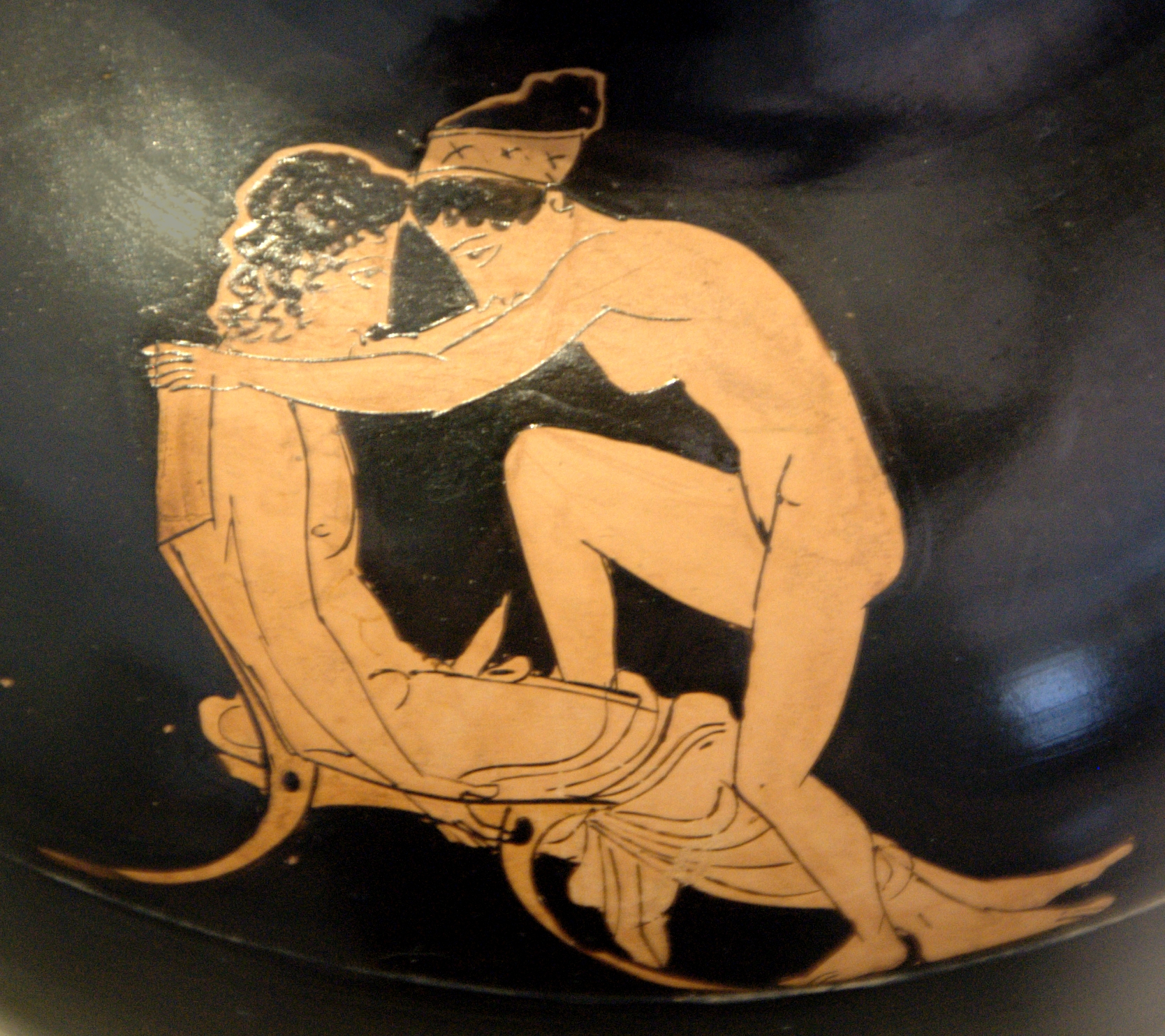
Junge Hetäre und ein Jüngling beim Liebesspiel auf einer attisch-rotfigurigen Oinochoe des Schuwalow-Malers und des S-Töpfers, um 430 v. Chr., Antikensammlung Berlin

Hofmannsthal schrieb den Dialog im Sommer 1907. Während dieser Zeit, die von Reflexionen über die Bedingungen künstlerischen Schaffens begleitet war, entstanden die  Briefe des Zurückgekehrten und erste Aufzeichnungen des unvollendeten Andreas-Romans. Hofmannsthal charakterisierte sie als Phase eines intensiven schöpferischen Zustands, einer „fast quälende(n) Lust, sowohl zu schreiben als Künftiges zu notieren – eine von den jähen, doch sehr schönen Zeiten, die alle paar Jahre einmal kommen.“
In einem Brief an Harry Graf Kessler bezeichnete er dieses erfundene Gespräch als „das kleine griechische Hetärenstück.“ In vielen Publikationsplänen erscheint es an hervorgehobener Stelle, und 1909 überlegte er, „das Schöpferische ... als Aufsatz an erste Stelle der Prosa-Schriften III zu stellen, neben den Dialog Furcht.“
Zwar orientierte Hofmannsthal sich an den Hetärengesprächen des Satirikers Lukian; allerdings ist das antike Vorbild weder formal noch inhaltlich prägend und nur an zwei Elementen erkennbar: Der Eingangsszene, in welcher der Matrose sich mit den beiden Tänzerinnen in einem Raum befindet, und der tändelnden Art, mit der Hynmis über das Geld und den Schmuck, den Status und die Eifersüchteleien der Freier spricht. Diese oberflächliche Plauderei fungiert indes als Mittel des Kontrasts, um die tiefsinnige, ja kulturkritische Position Laidions noch deutlicher hervortreten zu lassen.
In Hymnis’ naiven Fragen parodiert Hofmannsthal die Haltung des wilhelminischen Bürgers: So fragt Hymnis, ob die Leute auf einem Fuß hüpfen und sich mit den Lappen ihrer Ohren bedecken. Laidion hingegen antwortet wie aus der Tiefe der Poesie: „Goldfarben sind sie und ihr Mund ist stark wie eines Raubtiers Mund. Ihre Hüften sind stark und schlank zugleich.“

### Tanz und die Ästhetik des Schöpferischen
Für Hofmannsthal ist der Tanz Ausdruck intensiv-erhöhten Lebensgefühls, faunisch und burlesk wie im zweiten Akt des Rosenkavalier, in dem der ungehobelte Ochs auf Lerchenau nach den Klängen des Walzers zu tanzen beginnt, in Arabella als Zeichen der noch unbeschwerten Jugend, in der Elektra schließlich als Ekstase und Wahnsinn. In der Kammeroper Ariadne auf Naxos lässt Hofmannsthal in Gestalt des Bacchus den Gott auftreten, der seit Nietzsche Inbegriff zeitverlorener, rauschhaft-lebendiger Daseinserhaltung ist.

Ruth St. Denis und ihr Ehemann Ted Shawn

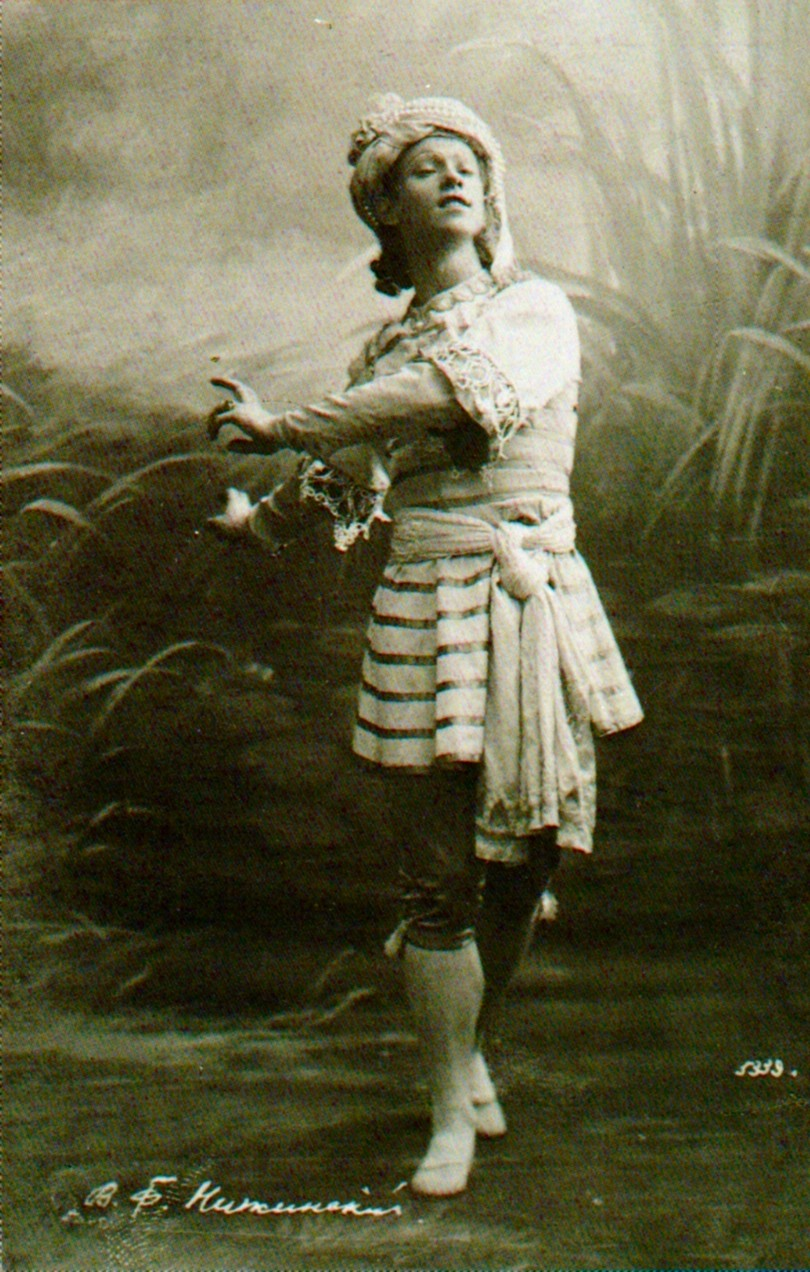
Nijinsky als Windgott Vayou in Marius Petipas Ballett Der Talisman, um 1910

Als dionysisch-rauschafter Zustand und Überwindung der Schwere ist er Teil der Gedankenwelt Hofmannsthals, der sich auch in den Zarathustra vertieft hatte. Im Tanzlied des zweiten Teils bittet und ermuntert Zarathustra die Mädchen, die seinetwegen zögern, weiter zu tanzen. Wie sollte er, der kein „Spielverderber mit bösem Blick“ sei, „dem göttlichen Tanzen“ feind sein? So hebt er selbst zu einem „Tanz- und Spottlied“ auf den „Geist der Schwere“ an.
Hofmannsthal bestimmte die Ästhetik des Schöpferischen als eine „dämonische Kraft“ und „magische Unbesiegbarkeit“, treibende Energien, bei denen weibliche Bewegungskunst und Körperbeherrschung eine zentrale Rolle spielten. So wollte er in dem Sammelband neben einem Essay über die legendäre Eleonora Duse auch einen über die Tänzerin Ruth St. Denis aufnehmen, deren Tanz er als vollkommene Darstellung eines unpersönlichen mythischen Rituals auffasste.
Über einen langen Zeitraum beschäftigte sich Hofmannsthal mit Fragen der Schauspielkunst, des Tanzes und der Pantomime, was sich in zahlreichen Aufsätzen niederschlug. So schrieb er den kurzen Essay Eleonora Duse. Eine Wiener Theaterwoche, nachdem die Schauspielerin vom 20. bis 27. Februar 1892 in Wien gastiert und Hofmannsthal sie in den Rollen der Fedora und Kameliendame gesehen hatte und verfasste später noch weitere Texte über sie, ebenso wie über die „Die unvergleichliche Tänzerein“ Ruth St. Denis, mit der er freundschaftlich verbunden war oder den Tänzer Nijinsky, den er als „das größte Genie der Mimik, das die heutige Bühne kennt“ bezeichnete.
Hofmannsthal entwarf ein gleichsam psychoanalytisches Modell, eine Figur, mit der die Last der abendländischen Bildungstradition abgeworfen wird, um an ihre Stelle das ins Vergessen gesunkene ursprüngliche Wissen emporsteigen zu lassen als das eigentlich Schöpferische. Im selbstvergessenen Tanz als Blick auf das Fremde kann sich so das ganz Andere erschließen, eine Welt, die jenseits der Bildungssphäre liegt und diese transzendiert.

## Deutung
Für Gabriele Brandstetter bilden zwei einander zugeordnete Mythenpaare den Hintergrund des Gesprächs und werden durch das Prinzip des distanzierenden Blickes verbunden, der von außen den Körper trifft und ihm die Merkmale der Zivilisation, Selbstkontrolle und Strafdrohung aufprägt. Dieser Blick werde in vier, im Dialog anklingenden Mythen sinnfällig: In Narziss und Medusa, Argus und dem Sündenfall, der, in übertragener Form, in Kleists vielschichtigem Aufsatz über das Marionettentheater suggestiv dargestellt worden sei, dem Thema des durch angstvolle Reflexion verlorenen Gleichgewichts.
In dem erfundenen Gespräch verkörpert Hymnis mit ihrem Tanz, ihrer Rede und dem Selbstverständnis als Hetäre das Prinzip der klassischen Kunst, während Laidion diese Prägung als Selbstentfremdung empfindet und sich über ihre Phantasie aus den Zwängen der Kulturordnung befreien will.
Hymnis verharrt in affirmativer Position gegenüber ihrer Kultur und den Wertvorstellungen, Laidion hingegen entwickelt sich in einem Prozess kritischer Selbsterkenntnis und Innenschau, distanziert sich von allem und überwindet kulturelle Schranken in einem visionären Traum des anderen, „barbarischen“ Tanzes.
Die Sexualität ist sowohl in der klassischen, von Hymnis vertretenen Form, als auch im entfesselten, von Laidion vorgestellten Tanz eine bestimmende Triebfeder. Während der pantomimische Tanz der Hetären erotisch ist und auf den sinnengetrübten Blick der männlichen Zuschauer hin konzipiert wurde, zeigt der Tanz, über den Laidion phantasiert und in den sie sich schließlich fallen lässt, den sexuellen Körper als Bestandteil eines überindividuellen Fruchtbarkeits- oder Initiations-Rituals. Kein stilisierter, raffiniert-verführerischer Tanz, sondern „primitiver“, urwüchsiger Ausdruck unverhüllter Sexualität.
Für Gabriele Brandstetter erscheint der Tanz als Vision purer Gegenwart, ein Zustand des mit sich selbst identischen Leibes, wenn auch nur für den erfüllten Moment, der später den Schmerz des Wissens umso tiefer treibt. In der mystischen Vision, der phantasmatischen und ekstatischen Körpererfahrung, überwindet die Tänzerin die hemmende Grenze zwischen Traum und Realität und verwandelt das Fremde ins Eigene.

## Textausgaben
- Hugo von Hofmannsthal: Gesammelte Werke in zehn Einzelbänden. Band 7, Erzählungen, Erfundene Gespräche und Briefe. Fischer, Frankfurt 1986, ISBN 359622165X

## Sekundärliteratur
- Gabriele Brandstetter: Der Traum vom anderen Tanz, Hofmannsthals Ästhetik des Schöpferischen im Dialog „Furcht“, in Hugo von Hofmannsthal, Neue Wege der Forschung, Hrsg. Elsbeth Dangel-Pelloquin, Wissenschaftliche Buchgesellschaft, Darmstadt 2007, S. 41–61, ISBN 978-3-534-19032-4